# Années 920 av. J.-C.
Les années 920 av. J.-C. couvrent les années de 929 av. J.-C. à 920 av. J.-C.

## Événements
- Vers 926 av. J.-C. : l’an 5 du règne de Roboam, le pharaon Chéchonq Ier intervient en Palestine. Il marche sur Gaza, Gézer, Rubute, Ayyalôn, Qiryatayim, Beth-Horon, Gabaon… Selon la Bible, le roi de Juda Roboam se soumet et paie un lourd tribut tiré des trésors du temple et du palais royal[3]. Les Égyptiens se tournent alors vers le nord, détruisent Sichem, passent le Jourdain au gué de Damyeh et atteignent Pénuel où Jéroboam s’était réfugié. Ils remontent le Jourdain jusqu’à Beït Shéan et reviennent par la vallée de Jezréel, Megiddo où ils érigent une stèle et la plaine du Sharon, pendant qu’un détachement détruit les places fortes du Néguev. Toujours selon la Bible, Roboam profite ensuite de l’affaiblissement d’Israël pour l’attaquer, guerre qui continue après sa mort. Jéroboam, installé à Tirzah, résiste assez bien aux tentatives de reconquête de Roboam[3].
- Vers 925 av. J.-C. : reprise de l’activité phénicienne en Méditerranée (Chypre, Rhodes, Crète)[4].

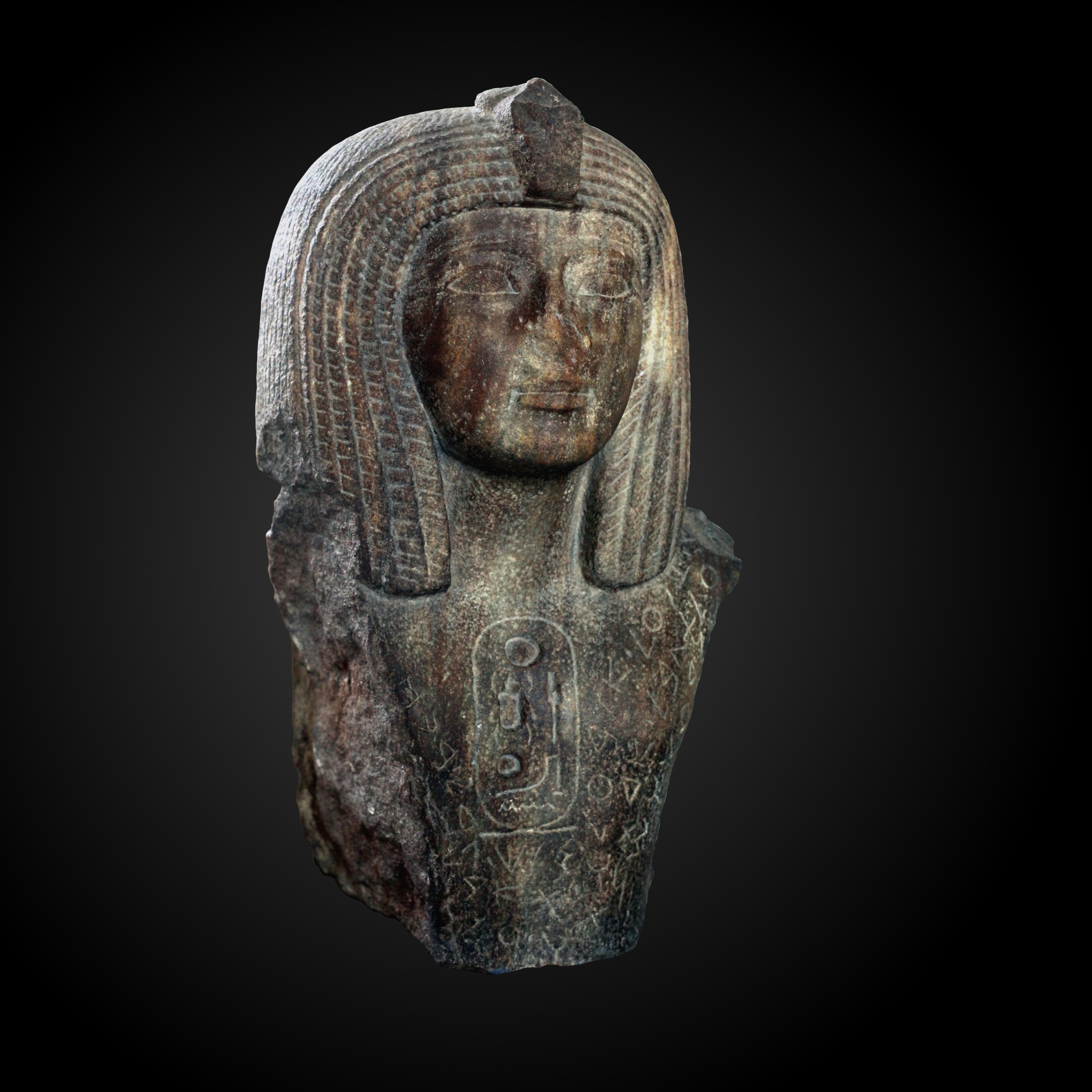
Buste d'Osorkon Ier découvert à Byblos

- 924-889 av. J.-C. : règne en Égypte du pharaon libyen Osorkon Ier[5].
- 922-900 av. J.-C. : règne de Zhou Gongwang, sixième roi de la dynastie Zhou, en Chine[6]
- Vers 920 av. J.-C. : 
  - règne de Yehimilk, roi de Byblos[7].
  - prise de Sam'al/Sendjirli en Syrie par les Araméens[8].
  - la capitale du pays de Couch est transférée à Napata, en amont de la IVe cataracte, qui devient une ville florissante, grâce aux profits de la vente de l’or au clergé de Thèbes[9]. Début de la première dynastie de Napata en Nubie.